# Boor en Spade
Boor en Spade, in het Engels Auger and Spade, was de titel van een publicatiereeks die tussen 1948 en 1981 werd uitgegeven door de Stichting voor Bodemkartering. De ondertitel luidde Verspreide bijdragen tot de kennis van de bodem van Nederland.
Boor en Spade startte in 1948 als reeks voor de publicatie van artikelen die betrekking hadden op het vakgebied der bodemkunde. De reeks werd in de eerste jaren uitgegeven onder leiding van prof. dr. Cornelis Edelman, directeur van de genoemde stichting. Doel van de publicatie was het vormen van een goede schakel (...) tussen het werk van de Stichting en al degenen, die bij de Nederlandse bodem rechtstreeks enig belang hebben. Resultaten van bodemkarteringen verschenen in rapporten, maar voor bijvoorbeeld voordrachten was een plaats in Boor en Spade. Door veranderende inzichten werd in 1981 met de publicatie van deel 20 de stekker uit de reeks getrokken. Die was inmiddels verbreed tot een reeks waarin ook artikelen op het gebied van de historische geografie een plek konden krijgen.